# Кільдігулово
Кільдігу́лово (рос. Кильдигулово, башк. Килдеғол) — присілок у складі Бурзянського району Башкортостану, Росія. Входить до складу Кипчацької сільської ради.
Населення — 428 осіб (2010; 424 в 2002).
Національний склад:
- башкири — 98%